# Scrivener's Moon
Scrivener's Moon é um romance inglês de fantasia escrito por Philip Reeve, originalmente publicado em 2011, e o primeiro volume da série Fever Crumb Series.

## Personagens principais
- Anna Fang